# Бейкер-стріт (станція метро)

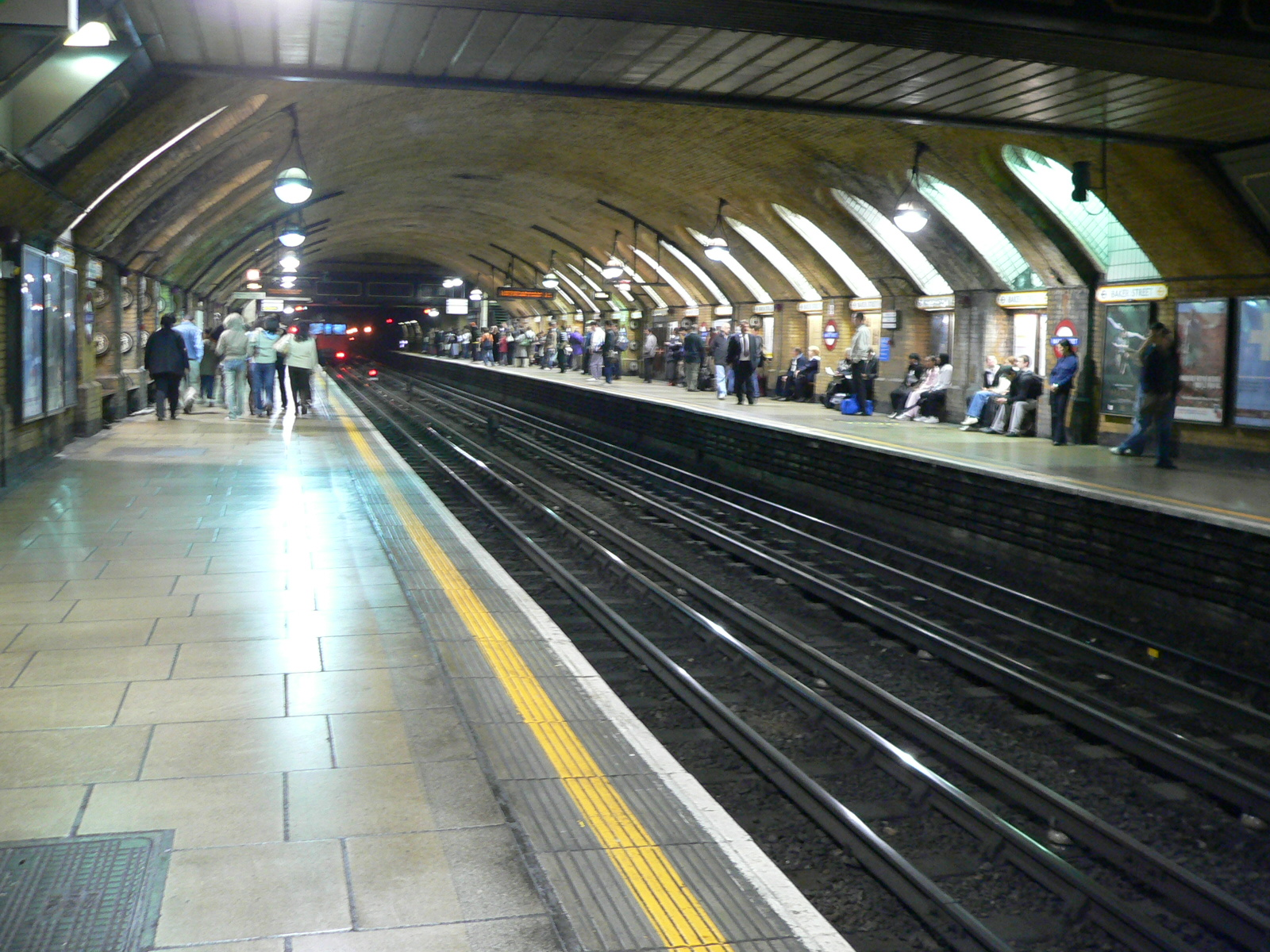
Платформа станції Бейкер-стріт, побудована в 1863 році

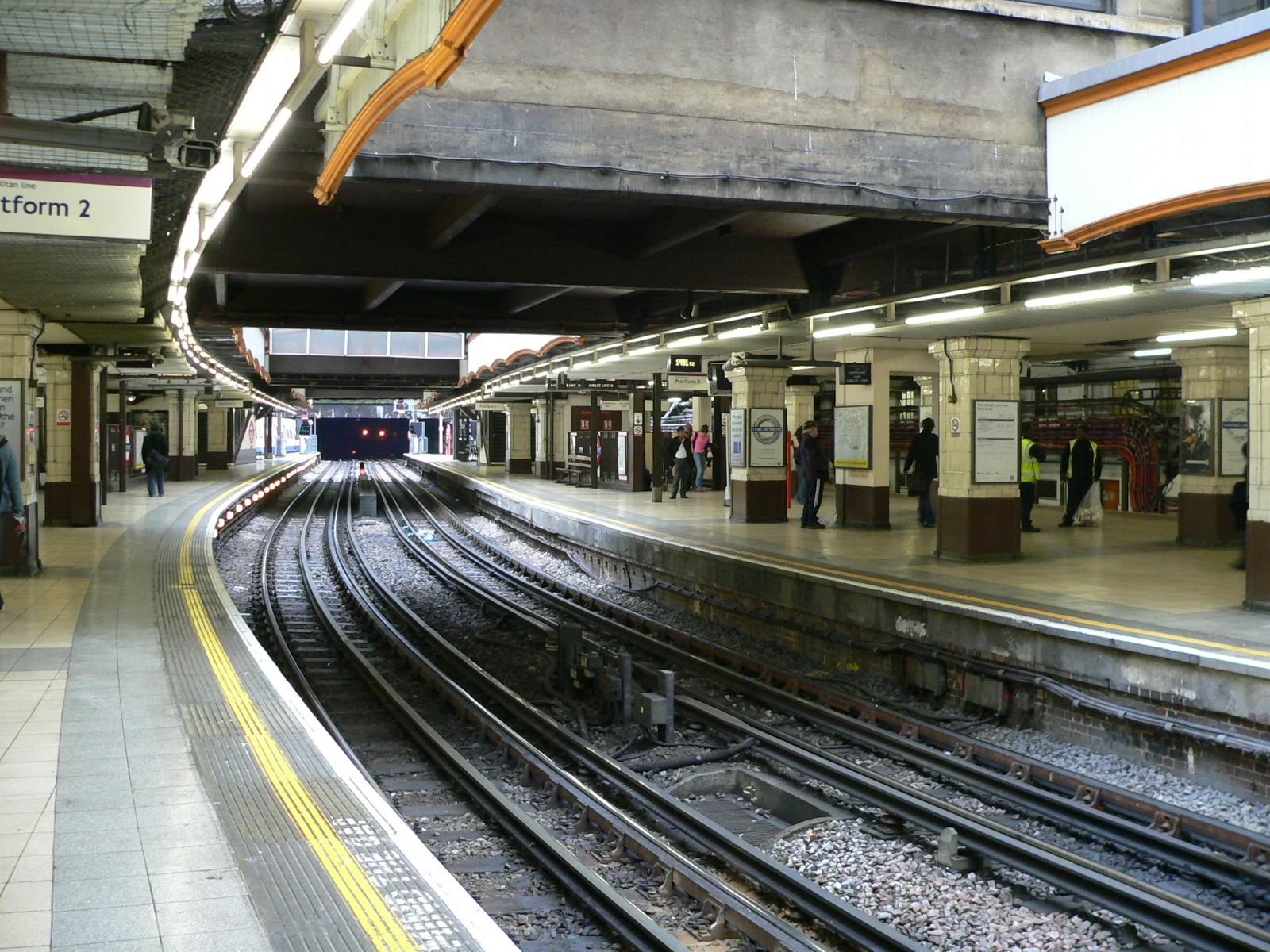
Платформа лінії Метрополітен

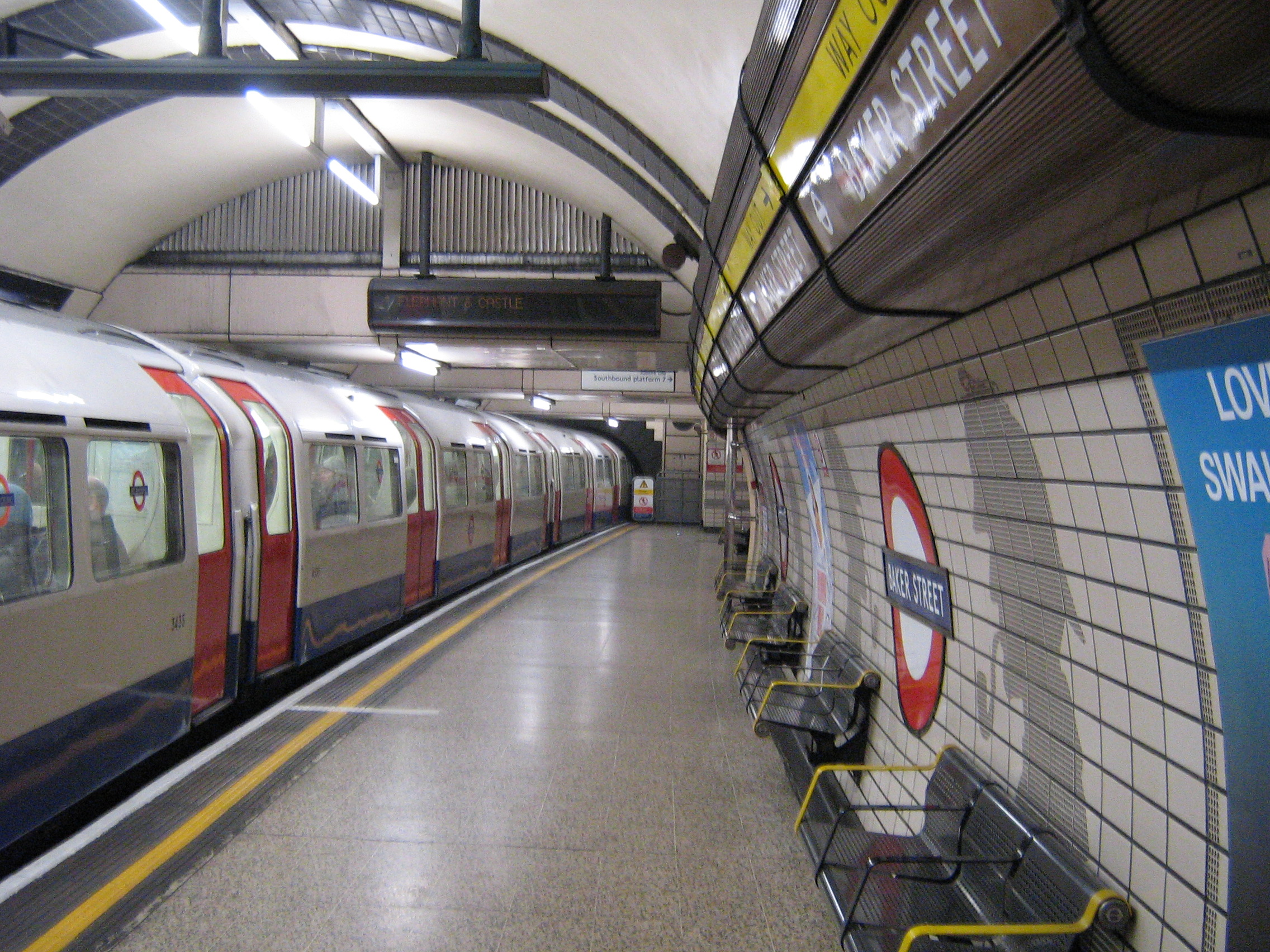
Платформа лінії Бейкерлоо

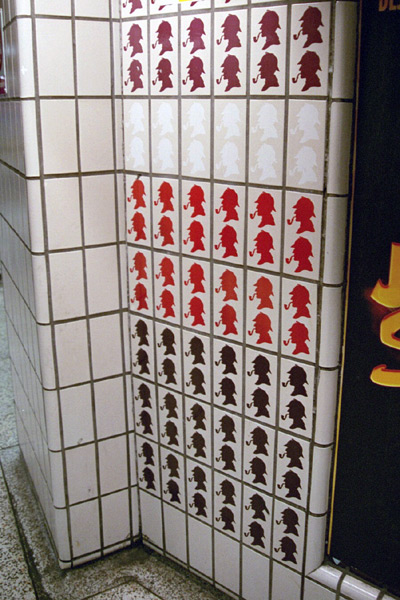

51°31′22″ пн. ш. 0°09′24″ зх. д. / 51.52274° пн. ш. 0.15669° зх. д.
Бейкер-стріт (англ. Baker Street) — станція Лондонського метро, розташована під рогом вулиць Бейкер-стріт та Мерілебон-роуд. Станція належить до 1-ї тарифної зони і обслуговується потягами п'яти різних ліній. На лініях Кільцевій і Гаммерсміті-енд-Сіті станція розташована між Грейт-Портленд-стріт та Еджвар-роуд, на лінії Метрополітен — між Грейт-Портленд-стріт та Фінчлі-роуд, на лінії Бейкерлоо — між Ріджентс-парк і Мерілебон, на лінії Джубилі — між Бонд-стріт і Сент-Джонс-вуд. 2014 року пасажирообіг станції становив 32,18 млн осіб.

## Історія станції
Станція Бейкер-стріт була відкрита у складі лінії Metropolitan Railway (MR) 10 січня 1863 року у складі першої в світі лінії метро — на кінець 2010-х ці платформи обслуговуються потягами ліній Кільцева і Гаммерсміті-енд-Сіті. 13 квітня 1868 року були відкриті наземні платформи, нині обслуговуються потягами лінії Метрополітен, для обслуговування потягів, що прямують по лінії до станції Суїсс-котедж (Бейкер-стріт була на цій лінії кінцевою). Пізніше лінія була продовжена до станції Віллесден-Грін, а у 1892 році і до Айлесбері-таун і Верні-джанкшн. Лінія Метрополітен-Рейлроуд переважно конкурувала з лінією Лондон-Норт-Вест-Рейлроуд від станції Юстон, до міст Міддлсекс і Вотфорд а пізніше і з лінією Грейт-Сентрал-Рейлвей, чиї поїзди курсували від станції Мерілебон до Айлесбері і далі.
Протягом кількох наступних десятиліть станція була перебудована і стала складатися з 4 платформ. Існуючі платформи для поїздів лінії Метрополітен датуються 1925 роком і їх спроєктував архітектор Чарльз Кларк, як і комплекс будівель поблизу.
Перші поїзди лінії Бейкерлоо прибули на станцію 10 березня 1906 року і станція Бейкер-стріт деякий час була кінцевою станцією її північного радіуса до тих пір поки лінія не була продовжена до станції Мерілебон 27 березня 1907 року. 20 листопада 1939 року, лінія Бейкерлоо досягла станції Стенмор, поглинувши частину лінії Метрополітен, що спричинило подальше розширення станції. Відкриття лінії Джубилі призвело до будівництва ще однієї північної платформи, після чого Стенморський радіус відійшов до неї з 1 травня 1979 року.

## Станція сьогодні
Серед платформ станції найкраще збереглися платформи мілкого закладення ліній Кільцева і Гаммерсміті-енд-Сіті. На платформі розташовані стенди з історичними фотографіями і кресленнями минулих років.
Сам комплекс станції досить об'ємний. Станція мілкого закладення з'єднана переходом з наземною платформою для поїздів лінії Метрополітен. Для деяких поїздів даної лінії станція Бейкер-стріт є кінцевою. До станції відноситься і сполучна гілка між лініями Метрополітен та Кільцевої, по якій деякі поїзди лінії Метрополітен прямують до станції Олдгейт
Під станцією мілкого залягання знаходиться інша станція для поїздів ліній Бейкерлоо і Джубилі. Для поліпшення обслуговування пасажирів між цими двома лініями організована кросплатформова пересадка. Через свої 10 платформ комплекс станції Бейкер-стріт є найбільшою станцією Лондонського метрополітену.
На виході зі станції на вулиці Мерілебон-роуд встановлено пам'ятник Шерлоку Холмсу в пам'ять про знаменитого детектива з вулиці Бейкер-стріт.
Реставрація найстарішої частини станції, яку провели у 1980-х роках, дозволила повернути їй приблизний вигляд інтер'єру 1863 року.

## Пересадки
Зі станції можлива пересадка автобуси London Buses маршрутів 2, 13, 18, 27, 30, 74, 113, 139, 189, 205, 274 та 453, а також на нічні маршрути N18, N74, N113 та N205 та цілодобові автобусні маршрути 27, 139, 189 та 453 .